# Hieronymus Besnecker
 Hieronymus Besnecker SOCist (getauft 22. April 1678 in Eger; † 14. Juni 1749 in Osek) war ein böhmischer Zisterzienser und von 1726 bis 1749
Abt des Klosters Osek.

## Leben
Besnecker wurde im April 1678 in Eger als Sohn des Bürgers, Stadtpfeifers und Stadtmusikers Andreas Besnecker und seiner Frau Maria, geb. Brunner aus Prag geboren und am 22. April 1678 in der Pfarrkirche St. Nikolaus auf die Vornamen Hans Adam getauft.
Besnecker, der den Vornamen Hieronymus annahm, war Theologieprofessor in Ossegg (Osek) und Prag und Propst in Altbrünn, ehe er 1726 zum Abt gewählt wurde. Er verschönerte die Umgebung des Klosters durch die Anlage der (heute noch erhaltenen, aber verwahrlosten) barocken Parkanlagen, den Abtgarten, den Konventgarten und den Novizengarten, vermutlich nach Plänen von Octavian Broggio. Dazu kamen Neubauten der Filialkirchen in Wissoczan, Vtelno und Ugest. Dem Propsteigebäude in Maria-Ratschitz ließ er einen Gästetrakt für auswärtige Geistliche hinzufügen.
Besneckers Regierungszeit war auch geprägt durch den Österreichischen Erbfolgekrieg, der dem Kloster hohe Kriegskontributionen abforderte und die wiederholte Einquartierung von Soldaten, die auch verpflegt werden mussten. Vor den einrückenden preußischen Truppen wich der Abt 1744 nach Prag aus, konnte jedoch bald wieder zurückkehren. 1748 erhielt er vom kaiserlichen Hof in Wien die Bestätigung der Stiftsprivilegien.